# 74 Grupa Biednych
74 Grupa Biednych w późniejszym okresie występowali również jako Sygnały 74 i Grupa 74 – polski zespół muzyczny istniejący w latach 1966–1973. W czasach współczesnych za sprawą swoich luźnych związków z hipisami, uznawany za jednego z prekursorów ruchu hipisowskiego w Polsce.

## Historia
Zespół według relacji jego lidera Jerzego Izdebskiego powstał w 1966, choć bardziej prawdopodobną datą powstania zespołu według socjologa kultury Xawerego Stańczyka jest rok 1968. 74 Grupa Biednych powstała w Ustce i początkowo wykonywała utwory z repertuaru między innymi: The Beatles, The Rolling Stones, The Who czy The Yardbirds. Muzycy sami wykonywali dla siebie instrumenty i konstruowali sprzęt nagłaśniający, z którego korzystali, ponieważ zmuszała ich do tego ówczesna rzeczywistość. Skład zespołu w trakcie jego istnienia ulegał wielokrotnym zmianom, a sam zespół długo nie mógł znaleźć oficjalnego patrona. Pierwszy koncert grupa dała latem 1968 roku na placu usteckiego ośrodka Na Palach, wykonując już własny repertuar. 
W 1969 zespół zdobył wyróżnienie podczas I Ogólnopolskiego Festiwalu Awangardy Beatowej, zyskując także dobre opinie krytyków. Mimo to 74 GB nie została dopuszczona do ścisłego finału, co przekreśliło jej szansę na ogólnopolską karierę, a zadecydowały o tym obiekcje jednego z jurorów, odnośnie tekstów wykonywanych utworów. W późniejszym czasie doszło do scalenia grupy ze słupskim zespołem Sygnały, co zaowocowało zmianą nazwy grupy na Sygnały 74 i przeniesieniem jego działalności do Słupska. Prawdopodobnie scalenie to nie trwało długo, o czym według Xawerego Stańczyka świadczą późniejsze zmiany składów i kolejne zmiany nazw zespołu (Grupa 74 i ponownie 74 Grupa Biednych).  
W latach 1972 i 1973 byli laureatami Festiwalu Młodzieżowej Muzyki Współczesnej w Kaliszu. Również w 1972 zespół zdobył nagrodę Złotego Antałka na V Festiwalu Kultury Studentów w Olsztynie. W maju 1973 ponownie pod nazwą 74 Grupa Biednych, zespół został laureatem drugiej nagrody na III Konfrontacjach Grodkowskich w Grodkowie na Opolszczyźnie, zaś perkusista grupy – Henryk Tomala otrzymał wyróżnienie. W 1973 zespół wystąpił jeszcze na festiwalu Jazz nad Odrą. 
Zespół zakończył działalność także w roku 1973, ostatecznie nigdy nie wydając płyty. W trakcie swojego istnienia dokonał jednak nagrań radiowych i telewizyjnych. Zespołowi 74 Grupa Biednych przypisuje się, iż byli prekursorami ruchu hipisowskiego w Polsce. W takiej roli zespół był prezentowany głównie w książce Kamila Sipowicza pt. Hipisi w PRL-u, jednak sam lider zespołu Jerzy Izdebski po latach dystansował się od tej tezy. Z grupą współpracowały między innymi: piosenkarki Ewa Sośnicka i Grażyna Łobaszewska, autor tekstów Zdzisław A. Malinowski i jazzman Ryszard „Gwalbert” Misiek. We wczesnym okresie działalności w zespole występowali także Piotr Buldeski, Jacek Malicki i Dominik Kuta.
W grudniu 2022 roku nakładem wydawnictwa Kameleon Records ukazał się album prezentujący 10 radiowych nagrań 74 Grupy Biednych pt. W trąby dąć. Nagrania archiwalne z lat 1970–1973.

## Dyskografia

### Albumy
- 2022: W trąby dąć. Nagrania archiwalne z lat 1970–1973 (Kameleon Records)[4]